# Costacabana
Costacabana är en ort i Spanien.   Den ligger i provinsen Provincia de Almería och regionen Andalusien, i den södra delen av landet, 400 km söder om huvudstaden Madrid. Costacabana ligger 6 meter över havet och antalet invånare är 1 209.
Terrängen runt Costacabana är kuperad åt nordväst, men söderut är den platt. Havet är nära Costacabana söderut. Närmaste större samhälle är Almería, 7,0 km väster om Costacabana. 